# بطولة العالم للدراجات على المضمار 2000
بطولة العالم للدراجات على المضمار 2000 هي الدورة ال97 من بطولة العالم للدراجات على المضمار، أجريت في مانشستر، المملكة المتحدة.

## النتائج النهائية
| المسابقة                                      | ذهبية                                                                   | فضية                                                                            | برونزية                                                                   |
| --------------------------------------------- | ----------------------------------------------------------------------- | ------------------------------------------------------------------------------- | ------------------------------------------------------------------------- |
| الرجال                                        |                                                                         |                                                                                 |                                                                           |
| السرعة الفردية                                | يان فان إيجدين (GER)                                                    | Laurent Gané (FRA)                                                              |                                                                           |
| سباق الكيلو متر ضد الساعة                     | أرنو تورنانت (FRA)                                                      | سورين لسبريغ (GER)                                                              | جيسون كويلي (GBR)                                                         |
| سباق المطاردة الفردية                         | ينز ليمان (دراج) (ألمانيا)                                              | ستيفان ستينويج (ألمانيا)                                                        | روب هيلس (المملكة المتحدة)                                                |
| سباق المطاردة الفرقية                         | جويدو فولست · سيباستيان سيدلر · دانيال بيك · ينز ليمان (دراج) · ألمانيا | جوناثان كلاي · كريس نيوتن · برادلي ويغينز · بول مانينغ (دراج) · بريطانيا العظمى | Damien Pommereau · جيروم نوفيل · فيليب غومون · سيريل بوس · فرنسا          |
| سباق الخدش - السكراتش                         |                                                                         |                                                                                 |                                                                           |
| السرعة الفردية للفرق                          | Laurent Gané · فلوريان روسو · أرنو تورنانت · فرنسا                      | كريس هوي · كريغ ماكلين · جيسون كويلي · بريطانيا العظمى                          | José Antonio Escuredo · سلفادور ميليا · خوسيه أنطونيو فيلانويفا · إسبانيا |
| السرعة الفردية بالترادف (بالإنجليزية: tandem)‏ |                                                                         |                                                                                 |                                                                           |
| السباق الأمريكي (ماديسون)                     | ستيفان ستينويج · Erik Weispfennig · ألمانيا                             | جوان يانيراس · إسحاق غالفيث · إسبانيا                                           | إدغاردو سيمون · Juan Esteban Curuchet · الأرجنتين                         |
| سباق مطاردة الدراجة النارية للهواة            |                                                                         |                                                                                 |                                                                           |
| سباق مطاردة الدراجة النارية للمحترفين         |                                                                         |                                                                                 |                                                                           |
| الكيرين                                       | فريديريك ماغني (FRA)                                                    | ينس فيدلر (GER)                                                                 | بافل بوران (CZE)                                                          |
| سباق النقاط                                   | جوان يانيراس (ESP)                                                      | ماثيو غيلمور (BEL)                                                              | Franz Stocher (AUT)                                                       |
| سباق الأومنيوم                                |                                                                         |                                                                                 |                                                                           |
| السيدات                                       |                                                                         |                                                                                 |                                                                           |
| السرعة الفردية                                | ناتاليا تسيلينسكايا (BLR)                                               | Lori-Ann Muenzer (CAN)                                                          | كاترين ماينكي (GER)                                                       |
| سباق 500 متر ضد الساعة                        | ناتاليا تسيلينسكايا (BLR)                                               | Jiang Cuihua (CHN)                                                              | Wang Yan (CHN)                                                            |
| سباق المطاردة الفردية                         | ايفون مكجريجور (GBR)                                                    | جوديث أرندت (GER)                                                               | Yelena Chalykh (RUS)                                                      |
| سباق المطاردة الفرقية                         |                                                                         |                                                                                 |                                                                           |
| سباق الخدش - السكراتش                         |                                                                         |                                                                                 |                                                                           |
| السرعة الفردية للفرق                          |                                                                         |                                                                                 |                                                                           |
| الكيرين                                       |                                                                         |                                                                                 |                                                                           |
| سباق النقاط                                   | Marion Clignet (FRA)                                                    | جوديث أرندت (GER)                                                               | أولغا سليوساريفا (RUS)                                                    |
| سباق الأومنيوم                                |                                                                         |                                                                                 |                                                                           |